# Søren Pilmark

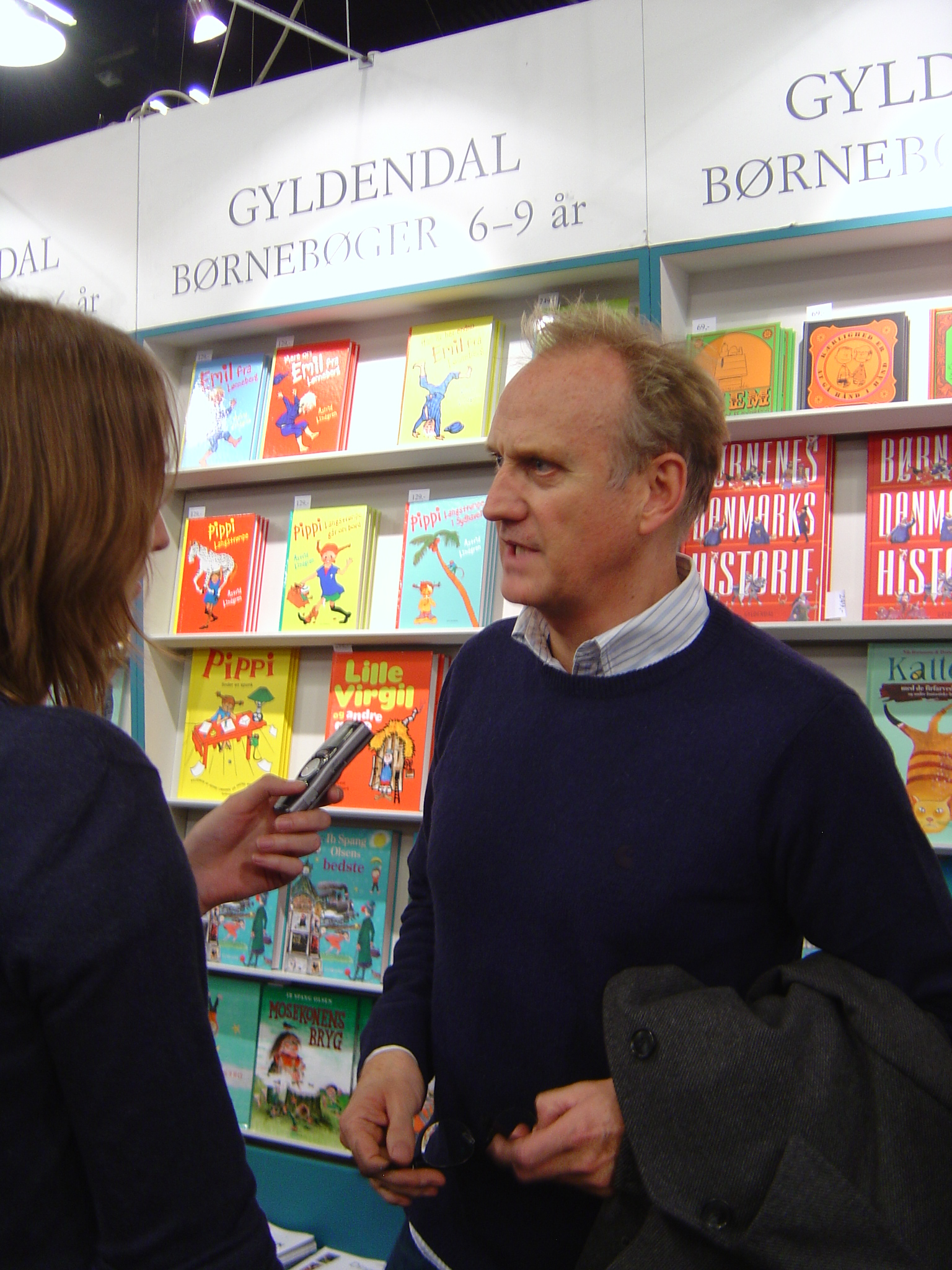
Søren Pilmark bei BogForum, Forum Kopenhagen am 2008.

Søren Pilmark (* 16. Oktober 1955 in Kopenhagen) ist ein dänischer Schauspieler und Regisseur. International bekannt wurde er durch Lars von Triers Fernsehserie Hospital der Geister sowie dem Film Flickering Lights.

## Leben
Pilmark besuchte die Schauspielschule des Aarhus Teater. Er hat bislang in über 90 Film-und-Fernsehproduktionen mitgewirkt. Gemeinsam mit Per Pallesen trat er in der in Dänemark sehr erfolgreichen „Pallesen-Pilmark-Show“ auf.
In Dänemark und Skandinavien ist er auch durch seine Werbespots für die dänischen Staatsbahnen DSB sehr bekannt, in der er gemeinsam mit der Puppe „Harry“ auftritt. Die „Harry-Kampagne“ der DSB ist eine der längstlaufenden durchkonzeptionierten Werbekampagnen in Dänemark.
Pilmark ist Mitglied des dänischen Kabarettquartetts Ørkenens Sønner (Söhne der Wüste), deren derbe Singspiele auch im dänischen Fernsehen übertragen werden.
Am 12. Mai 2001 wurde der 46. Eurovision Song Contest in Kopenhagen von Natasja Crone und Søren Pilmark moderiert, die ihre Ansagen und Zwischentexte in Reimform vortrugen.
Sein Regiedebüt gab Søren Pilmark 2006 als Regisseur des Kurzfilms „Helmer & Søn“, der in der Rubrik „Bester Kurzfilm“ für einen Oscar nominiert wurde.

## Filmografie
- 1987: Peter von Scholten
- 1994/1997: Hospital der Geister (Riget)
- 2000: Flickering Lights (Blinkende lygter)
- 2001: Kat – Eine Katze hat neun Leben. Du hast nur eins. (Kat)
- 2003: Stealing Rembrandt – Klauen für Anfänger (Rembrandt)
- 2004: King’s Game (Kongekabale)
- 2004: Nissebanden (dänische Weihnachtsserie)
- 2006: Lotto
- 2000: Edderkoppen (dänische Fernsehserie)
- 2007: Faul im Staate Dänemark (Hvordan vi slipper af med de andre)
- 2007: Die jungen Jahre des Erik Nietzsche (De unge år: Erik Nietzsche sagaen del 1)
- 2009: Kommissarin Lund (Forbrydelsen, Fernsehserie)
- 2011: Lykke (dänische Fernsehserie)
- 2013: Erbarmen (Kvinden i buret)
- 2014: Schändung (Fasandræberne)
- 2016: Erlösung (Flaskepost fra P)
- 2017: Downsizing
- 2018: Verachtung (Journal 64)
- 2020: Atlantic Crossing (Fernseh-Achtteiler)
- 2022–2024: Vikings: Valhalla (Fernsehserie, 5 Folgen)